# Parque Colón (Santo Domingo)
El Parque Colón es uno de los parques o plazas históricas de la Ciudad Colonial de Santo Domingo, el cual sirvió como centro principal de fiesta en la sociedad de la época colonial. Actualmente el Parque Colón es utilizado como centro principal de actividades culturales y también forma parte del Patrimonio de la Humanidad de Santo Domingo.

## Historia
Durante la época colonial del siglo XV, se llevaron a cabo diversas edificaciones en la isla La Española, las cuales fueron las primeras viviendas coloniales de todo el Continente Americano. Dentro de estas construcciones residenciales fue creado el Parque Colón, el cual fue llamado por el nombre de Plaza Mayor de Santo Domingo, el cual data de 1506, y durante todo el paso de los años hasta nuestros días ha sufrido diversas modificaciones.
Este fue el principal centro de entretenimiento de los habitantes de la época, ya que le daba vida y esplendor del poblado de La Isabela, y sus alrededores. El nombre de Plaza Mayor, fue dado en honor al Comendador Mayor de la orden de Nicolás de Ovando, el cual llegó en 1502 a Santo Domingo. Se debió su nombre aún más, ya que este fue el encargado de trasladar la ciudad a la parte occidental del río Ozama.
Anteriormente fue llamada como Plaza de la Catedral, ya que a unos metros de la plaza se encontraba la Catedral Primada de América. En el centro de este parque se encuentra la estatua del Gran Almirante Cristóbal Colón que apunta con el dedo hacia al norte, y fue una creación del escultor francés E. Gilbert. El 27 de febrero de 1887, fue inaugurado oficialmente como Parque Colón, ya que allí se encontraba la estatua de Colón.

## Ubicación
El Parque Colón se encuentra ubicado en la Calle El Conde, esquina Calle Arzobispo Meriño, de la Zona Colonial, de la ciudad de Santo Domingo del este, de la República Dominicana.